# Puerto Lleras
Puerto Lleras – miasto w Kolumbii, w departamencie Meta.